# Liebe stirbt nie
Liebe stirbt nie (Originaltitel: Love never dies) ist ein Musical von Andrew Lloyd Webber mit Liedtexten von Glenn Slater und Charles Hart. Das Libretto stammt von Webber, Slater und Ben Elton. Liebe stirbt nie stellt eine mögliche Fortsetzung des Musicals Das Phantom der Oper dar. Die Komposition des Musicals ist eigenständig, greift aber immer wieder auf Zitate aus Phantom der Oper zurück. Die Handlung spinnt sich um die gleichen Charaktere, entspricht aber nicht mehr der Romanvorlage von Gaston Leroux. Stattdessen werden Ideen aus Frederick Forsyths Erzählung Das Phantom von Manhattan verwendet.
1907, zehn Jahre nach den Ereignissen in Paris (zu denen es eigentlich bereits 1881 kommt), reist Christine Daaé mit ihrem Ehemann Raoul und ihrem Sohn Gustave für ein Engagement nach Coney Island. Zu ihrer Überraschung trifft sie dort auf das Phantom, das inzwischen einen Vergnügungspark namens „Phantasma“ führt und Christine unter dem Decknamen „Mr. Y“ engagiert hat. Madame Giry und ihre Tochter Meg, die für das Phantom arbeiten, reagieren auf dessen noch immer vorhandene Liebe für Christine mit Unverständnis und Eifersucht. Während Meg um die Gunst des Phantoms buhlt und Raoul mit seiner Trunksucht kämpft, schwelgen Christine und das Phantom in romantischen Erinnerungen an ihre Zeit in Paris. Gustave kommt eine Schlüsselrolle zu, als die Interessenkonflikte eskalieren.
Die Uraufführung von Liebe stirbt nie fand am 9. März 2010 im Adelphi Theatre im Londoner West End statt. Dort war die Show bis zum 27. August 2011 zu sehen. Die geplante Inszenierung am Broadway fiel wegen zu geringer Besucherzahlen in London aus. Seit Mai 2011 war eine Version des Musicals in Melbourne zu sehen, deren Verfilmung auch auf DVD und Blu-ray Disc erschienen ist. Im ersten Quartal 2012 wurde diese Produktion in Sydney gespielt. Das Det Ny Teater in Kopenhagen führte vom 24. Oktober 2012 bis 21. April 2013 eine Produktion in dänischer Sprache auf. Im Oktober 2013 wurde das Musical für kurze Zeit als konzertante Aufführung im Wiener Ronacher gegeben.
Am 15. Oktober 2015 feierte Liebe stirbt nie Premiere im Hamburger Operettenhaus, wo es bis 25. September 2016 gespielt wurde. Die Hauptrollen spielen Garðar Thór Cortes und Rachel Anne Moore. Von Seiten der Presse erntete die Show allerdings größtenteils negative Kritiken.

## Entstehungsgeschichte
Bereits 1990, nach vier Jahren erfolgreicher Spielzeit von Das Phantom der Oper, entwickelte Andrew Lloyd Webber Pläne für eine Fortsetzung. Er regte seinen Freund Frederick Forsyth zu einem Buch an, das beschreiben würde, was mit dem Phantom nach der Flucht aus dem Pariser Opernhaus geschehen sei und wie die Geschichte von Christine und Raoul sich weiterentwickelt habe. Forsyth verlegte die Handlung schließlich nach Coney Island. Sein Roman Das Phantom von Manhattan erschien 1997 in England und 2000 auch in Deutschland. Die Handlung des Musicals wurde im Jahr 2008 darauf aufbauend von Ben Elton verfasst.
Nach der ersten Fassung (die als Studio-Album veröffentlicht wurde und anfangs auch in London gezeigt wurde), wurde das Werk inhaltlich und musikalisch deutlich überarbeitet. Dazu legte die Londoner Inszenierung eine kurze Pause ein. So wurden einige Musiktitel gestrichen, andere wurden neu aufgenommen und die Reihenfolge der Titel wurde deutlich verändert. Nach der Londoner Aufführung gab es dann für die australische Version weitere kleinere Anpassungen und Kürzungen. Auch das Bühnenbild wurde für Australien komplett überarbeitet. Diese Version wurde dann später auch an anderen Spielorten (z. B. Hamburg) gezeigt.

## Handlung (Urfassung)

### 1. Akt
Prolog: Am verlassenen Pier von Coney Island ruft sich die desillusionierte Madame Giry ein Spektakel vergangener Tage namens „Phantasma“ in Erinnerung. Fleck, eine der „Freaks“, mit denen sie einmal gearbeitet hat, erscheint und macht Madame Girys „Gier“ dafür verantwortlich, dass der „Meister mit dem Kind verschwunden“ sei und ein großes Feuer „alles zerstört“ habe (That’s the Place That You Ruined, You Fool!). Der Coney Island Waltz transportiert das Publikum in die Vergangenheit.
1907: Eine aufgeregte Gruppe von Urlaubern erreicht überwältigt die Insel. Man spekuliert über den mysteriösen Direktor des Musiktheaters Phantasma, der eine Maske trägt und sich „Mr. Y“ nennt (Heaven by the Sea). Meg Giry, Christine Daaés ehemalige Freundin aus der Pariser Oper, ist Phantasmas Hauptattraktion. Ihre Mutter und Agentin, Madame Giry, leitet das Ballett. Meg ist vor allem darauf bedacht, mit ihren Auftritten Mr. Y zu gefallen (Only for Him / Only for You). Nach dem Auftritt trifft sie einen „Verehrer“, den ihre Mutter ihr vorstellt.
In seinem Turm hoch über Phantasma, offenbart sich Mr. Y dem Publikum als das Phantom (The Aerie). Ein Automat, der wie Christine aussieht, und allerlei andere wunderliche Einrichtungsgegenstände zieren sein Refugium. Noch immer – trotz zehnjähriger Trennung und beruflichem Erfolg – ist es sein größter Wunsch, mit Christine vereint zu sein (’Til I Hear You Sing). Meg platzt herein und will für ihren Auftritt gelobt werden, erfährt aber eine unwillige Abfuhr. Madame Giry ist verärgert, dass das Phantom trotz aller Hilfe, die es durch sie und Meg in den Jahren erfahren hat, noch immer nur Christine begehrt (Giry Confronts the Phantom / ’Til I Hear You Sing (Reprise)). Sie erinnert daran, dass sie und Meg ihm einst halfen, aus Paris zu entkommen und per Schiff nach Amerika zu fliehen. Das Phantom ist unbeeindruckt und beauftragt seine missgestalteten Bediensteten Fleck, Squelch und Gangle, Christine zu einem Auftritt im Phantasma einzuladen.
Drei Monate später kommen Christine, Raoul und ihr Sohn Gustave in New York City an. Eine Masse von Fotografen und Journalisten erwartet sie (Christine Disembarks). Es stellt sich heraus, dass Christine trotz ihrer Berühmtheit nicht mehr auftritt und dass aus Raoul ein Glücksspieler und Säufer geworden ist. Wie aus dem Nichts erscheinen die Freaks zu einer merkwürdigen Begrüßung und bringen die Familie nach Coney Island (Arrival of the Trio / Are You Ready to Begin?). Raoul ist empört über die Art und Weise ihres Empfangs. Aufgebracht weist er Gustave zurück, der mit ihm spielen will (What a Dreadful Town!). Christine verweist auf ihre Gage, die der Grund war, der Einladung nachzukommen. Sie bittet ihren Mann, mit dem Trinken aufzuhören, doch der verlässt den Raum. Christine tröstet Gustave, indem sie ihn auffordert, „mit dem Herz zu sehen“ und den Vater so zu verstehen (Look with Your Heart).
Nachdem Gustave zu Bett gegangen ist, erscheint das Phantom und offenbart sich Christine als Absender der Einladung. Beide erinnern sich an eine leidenschaftliche Nacht, die sie vor Christines Hochzeit zusammen verbrachten (Beneath a Moonless Sky). Früh am nächsten Morgen wachte Christine damals auf, mit dem Vorsatz, Raoul für das Phantom zu verlassen. Dass das Phantom jedoch verschwunden war, wertete sie als Zurückweisung und ging die Ehe mit Raoul ein. Das Phantom gesteht, es habe sie damals aus Angst vor erneuter Ablehnung verlassen. Beide stimmen darin überein, dass ihre Liebe eine Chance gehabt hätte, wenn die damaligen Umstände es nicht verhindert hätten (Once upon Another Time). Gustave erwacht schreiend aus einem Albtraum und begegnet zum ersten Mal „Mr. Y“ (Mother Please, I’m Scared!). Das Phantom verspricht Gustave, ihm am nächsten Tag mehr von Phantasma zu zeigen.
Bei einer Probe trifft Meg unerwartet auf Christine. Sie ist überrascht und neidisch, dass Christine im Phantasma singen wird. Raoul trifft zur selben Zeit auf Madame Giry und erfährt von ihr die wahre Identität des Mr. Y (Dear Old Friend). Als Gustave plötzlich verschwindet, wird Christine misstrauisch. Die Freaks haben ihn zum Phantom gebracht, wo Gustave eine faszinierende Melodie auf dem Klavier spielt, die er sich selbst ausgedacht hat. Beeindruckt von der unerwarteten Musikalität des Jungen, wächst in dem Phantom ein Verdacht: Es selbst ist Gustaves Vater (Beautiful). Beide entdecken ihre Seelenverwandtschaft; sie teilen eine Faszination für „Schönheit unter der Oberfläche“ (The Beauty Underneath). In dem festen Glauben, dass Gustave ihn akzeptieren wird, demaskiert sich das Phantom. Gustave reagiert mit einem schockierten Schrei.
Christine tritt ein und beruhigt ihren verstörten Sohn. Als das Phantom sie mit seiner Entdeckung konfrontiert, gesteht ihm Christine seine Vaterschaft. Aus Rücksicht auf Raoul habe sie ihm nicht früher davon erzählen können (The Phantom Confronts Christine). Das Phantom erklärt, dass sein ganzer Besitz einmal Gustave gehören soll. Madame Giry hat das Gespräch belauscht. Jähzorning verwünscht sie die Situation, welche ihre und Megs Pläne durchkreuzt.

### 2. Akt
Nach dem Entr’acte wechselt die Perspektive zu Raoul. In den frühen Morgenstunden nach einer Nacht an der Bar findet er nichts Liebenswertes mehr an sich (Why Does She Love Me?). Meg betritt die Szenerie und empfiehlt Raoul, Coney Island noch in dieser Nacht mit Christine und Gustave zu verlassen. Raoul lehnt ab; er habe keine Angst vor seinem ehemaligen Gegenspieler. Das Phantom gibt sich unerwartet in der Gestalt des Barkeepers zu erkennen und ringt dem betrunkenen Raoul eine Abmachung ab: Sofern Christine wie geplant auftritt, muss Raoul die Insel allein verlassen. Singt sie nicht, bezahlt das Phantom alle Schulden des Ehepaars. Das Phantom deutet an, wer von ihnen der wahre Vater Gustaves ist, und stürzt Raoul in noch tiefere Verzweiflung (Devil Take the Hindmost).
Am Strand wird der letzte Tag der Saison gefeiert (Heaven by the Sea (Reprise)). Die Freaks landen mit einem Heißluftballon und werben für die Vorstellung der kommenden Nacht (Ladies … Gents! / The Coney Island Waltz (Reprise)).
Es kommt zur entscheidenden Aufführung im Phantasma: Christine Daaé wird als der Star des Abends angekündigt. Zunächst eröffnen Meg und die „Ooh La La Girls“ die Revue mit einem Striptease (Bathing Beauty). Meg verspricht sich davon die lang ersehnte Aufmerksamkeit des Phantoms. Als ihre Mutter ihr nach dem Auftritt von dessen Abwesenheit berichtet, bricht Meg in einen Weinkrampf aus. Madame Giry fasst ihre Sicht der Lage zusammen: Sie beide seien „ersetzt“ worden (Mother, Did You Watch?).
Vor Christines Auftritt bittet Raoul seine Frau inständig darum, nicht zu singen und stattdessen die Insel mit ihm zu verlassen, wenn sie ihn liebe (Before the Performance). Als Raoul geht, betritt das Phantom den Raum und fordert von Christine, die „Musik in sich freizusetzen“, um sich endlich selbst zu verwirklichen. Christine erinnert sich an die Pariser Oper, wo sie einst eine ebenfalls schwierige Entscheidung zwischen Raoul und dem Phantom traf. Unterdessen fragen sich Madame Giry, Raoul und das Phantom, ob Christine singen wird oder nicht (Devil Take the Hindmost (Reprise)). Christine betritt schließlich die Bühne und singt eine Arie über die Unvergänglichkeit der Liebe (Love Never Dies). Raoul verlässt ernüchtert das Theater.
Christine empfängt nach ihrem Auftritt stürmischen Beifall, vor allem vom Phantom (Ah, Christine!). In ihrer Garderobe findet sie einen Brief von Raoul, in dem er sie in die Obhut des Phantoms übergibt. Plötzlich bemerkt sie, dass Gustave seit geraumer Zeit verschwunden ist (Gustave! Gustave!). Das Phantom vermutet, dass Madame Giry den Jungen entführt hat, doch die weist die Anschuldigung entrüstet zurück. Fleck hat beobachtet, wie Meg mit einer kleinen Person das Theater verlassen hat. Madame Giry erahnt Megs Vorhaben und leitet den Suchtrupp zum Pier.
Meg ist wie von allen Sinnen und bereit, Gustave zu ertränken (Please Miss Giry, I Want to Go Back), als sie von den anderen überrascht wird. Sie richtet eine Waffe auf das Phantom, damit es ihr endlich zuhört. Frustriert enthüllt sie eine furchtbare Wahrheit: Das Geld, mit dem das Phantom Phantasma erschaffen hat, hat Meg als Prostituierte erwirtschaftet. Die Aufmerksamkeit des Phantoms habe dennoch immer nur Christine gehört. Das Phantom empfindet Reue und erkennt in Megs „Unsichtbarkeit“ sein eigenes Schicksal. Behutsam will es Meg die Waffe abnehmen, doch in der allgemeinen Verwirrung löst sich ein Schuss, der Christine trifft. Meg erwacht aus ihrer Trance, entsetzt von der eigenen Tat. Die tödlich verletzte Christine enthüllt Gustave, dass das Phantom sein wahrer Vater ist. Als Gustave das erfährt, rennt er weg. Dem Phantom versichert sie ihre unsterbliche Liebe. Sie küssen sich ein letztes Mal, als Christine in seinen Armen stirbt. Gustave kommt mit Raoul zurück. Das Phantom übergibt Christines Körper Raoul, um Gustave zu trösten. Der Junge nimmt ihm schließlich die Maske ab und sieht sein Gesicht an, nun ohne eine Spur der Angst.

## Musiknummern
Die in den Tabellen rot unterlegten Lieder wurden für die Produktionen in London (L) und Australien (A) neu konzipiert und sind unter ihrem hier genannten Titel nicht auf dem Konzeptalbum (K) enthalten. Auch die Reihenfolge variiert zwischen den Inszenierungen, so ist beispielsweise der Prolog um Madame Giry und Fleck nur auf der Aufnahme und in der 1. Londoner Fassung enthalten, während die überarbeitete Londoner Fassung und die weiteren Bühnenfassungen ohne Zeitsprung direkt mit ’Til I Hear You Sing beginnen.

### 1. Akt
| K  | L  | A  | Musiknummer                                                 | Interpreten                                                     |
| -- | -- | -- | ----------------------------------------------------------- | --------------------------------------------------------------- |
| 01 | —  | —  | Prologue                                                    | Madame Giry, Fleck                                              |
| 02 | 02 | 03 | The Coney Island Waltz                                      | Orchester                                                       |
| 03 | —  | —  | That’s the Place That You Ruined, You Fool!                 | Madame Giry, Fleck                                              |
| 04 | —  | —  | Heaven by the Sea                                           | Ensemble                                                        |
| 05 | —  | —  | Only for Him / Only for You                                 | Meg Giry, Madame Giry, Ensemble                                 |
| 06 | —  | 02 | The Aerie                                                   | Orchester                                                       |
| 07 | 01 | 01 | ’Til I Hear You Sing                                        | Phantom                                                         |
| 08 | —  | —  | Giry Confronts the Phantom / ’Til I Hear You Sing (Reprise) | Meg Giry, Madame Giry, Phantom                                  |
| 09 | 05 | 06 | Christine Disembarks                                        | Raoul, Gustave, Ensemble                                        |
| 10 | 06 | 07 | Arrival of the Trio – Are You Ready to Begin?               | Fleck, Gangle, Squelch, Raoul, Gustave, Ensemble                |
| 11 | 07 | 08 | What a Dreadful Town!                                       | Christine Daaé, Raoul, Gustave                                  |
| 12 | 08 | 09 | Look with Your Heart                                        | Christine Daaé, Gustave                                         |
| 13 | 09 | 10 | Beneath a Moonless Sky                                      | Christine Daaé, Phantom                                         |
| 14 | 10 | 11 | Once upon Another Time                                      | Christine Daaé, Phantom                                         |
| 15 | 11 | 12 | Mother Please, I’m Scared!                                  | Gustave, Christine Daaé, Phantom                                |
| 16 | 12 | 13 | Dear Old Friend                                             | Meg Giry, Madame Giry, Christine Daaé, Raoul, Gustave, Ensemble |
| 17 | 13 | 14 | Beautiful                                                   | Gustave, Fleck, Gangle, Squelch, Phantom                        |
| 18 | 14 | 15 | The Beauty Underneath                                       | Phantom, Gustave                                                |
| 19 | 15 | 16 | The Phantom Confronts Christine                             | Phantom, Christine Daaé, Madame Giry                            |
| —  | 03 | 04 | Only for You                                                | Meg Giry, Fleck, Squelch, Gangle, Ensemble                      |
| —  | 04 | 05 | Ten Long Years                                              | Meg Giry, Madame Giry                                           |

### 2. Akt
| K  | L  | A  | Musiknummer                                        | Interpreten                                             |
| -- | -- | -- | -------------------------------------------------- | ------------------------------------------------------- |
| 01 | 01 | 01 | Entr’acte                                          | Orchester                                               |
| 02 | 02 | 02 | Why Does She Love Me?                              | Raoul, Meg Giry, Ensemble                               |
| 03 | 03 | 03 | Devil Take the Hindmost                            | Raoul, Phantom                                          |
| 04 | —  | —  | Heaven by the Sea (Reprise)                        | Ensemble                                                |
| 05 | —  | —  | Ladies … Gents! / The Coney Island Waltz (Reprise) | Fleck, Gangle, Squelch, Ensemble                        |
| 06 | 05 | 05 | Bathing Beauty                                     | Meg Giry, Fleck, Gangle, Squelch, Ensemble              |
| 07 | —  | —  | Mother, Did You Watch?                             | Meg Giry, Madame Giry                                   |
| 08 | 06 | 06 | Before the Performance                             | Christine Daaé, Raoul, Gustave, Phantom                 |
| 09 | 07 | 07 | Devil Take the Hindmost (Quartet)                  | Raoul, Phantom, Madame Giry, Meg Giry, Ensemble         |
| 10 | 08 | 08 | Love Never Dies                                    | Christine Daaé                                          |
| 11 | 09 | 09 | Ah Christine!                                      | Phantom, Christine Daaé, Raoul                          |
| 12 | 10 | 10 | Gustave! Gustave!                                  | Christine Daaé, Phantom, Madame Giry, Fleck, Squelch    |
| 13 | 11 | 11 | Please Miss Giry, I Want to Go Back                | Meg Giry, Christine Daaé, Phantom, Madame Giry, Gustave |
| —  | 04 | 04 | Invitation to the Concert                          | Fleck, Gangle, Squelch, Ensemble                        |
| —  | 12 | 12 | Finale                                             | Phantom, Christine                                      |
| —  | 13 | 13 | Playout                                            | Orchester                                               |
| —  | —  | 14 | Love Never Dies (Reprise)                          | Phantom                                                 |

### Deutsche Song-Titel

#### 1. Akt
- Prolog / So sehr fehlt mir Dein Gesang
- Coney Island Walzer
- Alles, was Euch gefällt
- Ankunft des Trios
- Die Fahrt nach Coney Island
- Diese Drecksstadt hier!
- Frage Dein Herz
- In rabenschwarzer Nacht
- Einst in einer andern Zeit
- Mama, ich hab’ Angst
- Unser Wiedersehen
- Wie schön
- Wo die Schönheit sich verbirgt
- Das Phantom stellt Christine zur Rede

#### 2. Akt
- Entr’acte
- Welchen Grund hat sie?
- Wer verliert, geht unter
- Die Einladung zum Konzert
- Badenixe
- Hast Du das geseh’n?
- Vor der Vorstellung
- Wer verliert, geht unter (Quartett)
- Liebe stirbt nie
- Ah, Christine!
- Die Strassen von Coney Island
- Ach, Miss Giry
- Finale

## Besetzungen

### London (Originalbesetzung)
Aufführungszeitraum: 9. März 2010 bis 27. August 2011 (Adelphi Theatre, London).
- Das Phantom: Ramin Karimloo
- Christine Daaé: Sierra Boggess
- Raoul: Joseph Millson
- Madame Giry: Liz Robertson
- Meg Giry: Summer Strallen
- Gustave: Charlie Manton u. a.

### Australien
Aufführungszeitraum: 28. Mai – 18. Dezember 2011 (Regent Theatre, Melbourne); 12. Januar – 1. April 2012 (Capitol Theatre, Sydney).
- Das Phantom: Ben Lewis
- Christine Daaé: Anna O’Byrne
- Raoul: Simon Gleeson
- Madame Giry: Maria Mercedes
- Meg Giry: Sharon Millerchip
- Gustave: Jack Lyall u. a.

### Kopenhagen
Aufführungszeitraum: 24. Oktober 2012 bis 21. April 2013 (Det Ny Teater, Kopenhagen).
- Das Phantom: Bo Kristian Jensen/Tomas Ambt Kofod
- Christine Daaé: Louise Fribo
- Raoul: Christian Berg
- Madame Giry: Marianne Mortensen
- Meg Giry: Camille-Cathrine Rommedahl
- Gustave: Carl-Emil Lohmann/Oscar Dietz/Asbjørn Mertz Mørch

### Wien
Aufführungszeitraum: 18. – 26. Oktober 2013 (Ronacher, Wien).
- Das Phantom: Drew Sarich
- Christine Daaé: Milica Jovanović
- Raoul: Julian Looman
- Madame Giry: Maya Hakvoort
- Meg Giry: Barbara Obermeier
- Gustave: Leonid Sushon

### Hamburg
Aufführungszeitraum: 15. Oktober 2015 bis 25. September 2016 (Operettenhaus, Hamburg).
- Das Phantom: Garðar Thór Cortes
- Das Phantom alternierend: Mathias Edenborn
- Das Phantom cover: Robert Meyer
- Christine Daaé: Rachel Anne Moore
- Christine Daaé alternierend: Jazmin Gorsline
- Christine Daaé cover: Heidi Karlsson
- Raoul: Yngve Gasoy-Romdal
- Raoul alternierend: Mathias Edenborn
- Raoul cover: Robert D. Marx
- Madame Giry: Masha Karell / Maaike Schuurmans
- Meg Giry: Ina Trabesinger / Maria Danaé Bansen

## Tonträger
Das Konzeptalbum Love Never Dies wurde am 12. März 2010 veröffentlicht. Alle Rollen werden von den Künstlern der Londoner Originalbesetzung gesungen, mit Ausnahme von Madame Giry, deren Stimme hier von Sally Dexter stammt. Jack Lyall ist als Gustave zu hören.
- Andrew Lloyd Webber: Phantom – Love Never Dies (Doppel-CD, Label: Polydor / Universal)

## DVD + Blu-ray
Ein Mitschnitt der australischen Inszenierung wurde auf DVD und auf Blu-ray veröffentlicht:
- Andrew Lloyd Webber’s Love Never Dies (Universal Pictures)